# Fuentelapeña
Fuentelapeña ist ein nordwestspanischer Ort und eine Gemeinde (municipio) mit nur noch 599 Einwohnern (Stand: 2024) im Süden der Provinz Zamora in der Autonomen Gemeinschaft Kastilien-León. 

## Lage und Klima
Fuentelapeña liegt am Rand der Kastilischen Hochebene (Meseta Iberica) in einer Höhe von ca. 735 m. Die Provinzhauptstadt Zamora ist gut 50 km (Fahrtstrecke) in nordwestlicher Richtung entfernt; bis nach Salamanca sind es gut 50 km in südsüdwestlicher Richtung. Das gemäßigte Kontinentalklima wird nur selten vom Atlantik beeinflusst; Regen (ca. 471 mm/Jahr) fällt vorwiegend im Winterhalbjahr.

## Bevölkerungsentwicklung
| Jahr      | 1970 | 1981 | 1991 | 2001 | 2011 | 2021 |
| Einwohner | 1766 | 1156 | 1090 | 939  | 863  | 692  |

## Sehenswürdigkeiten
- Marienkirche (Iglesia de Santa María de los Caballeros)

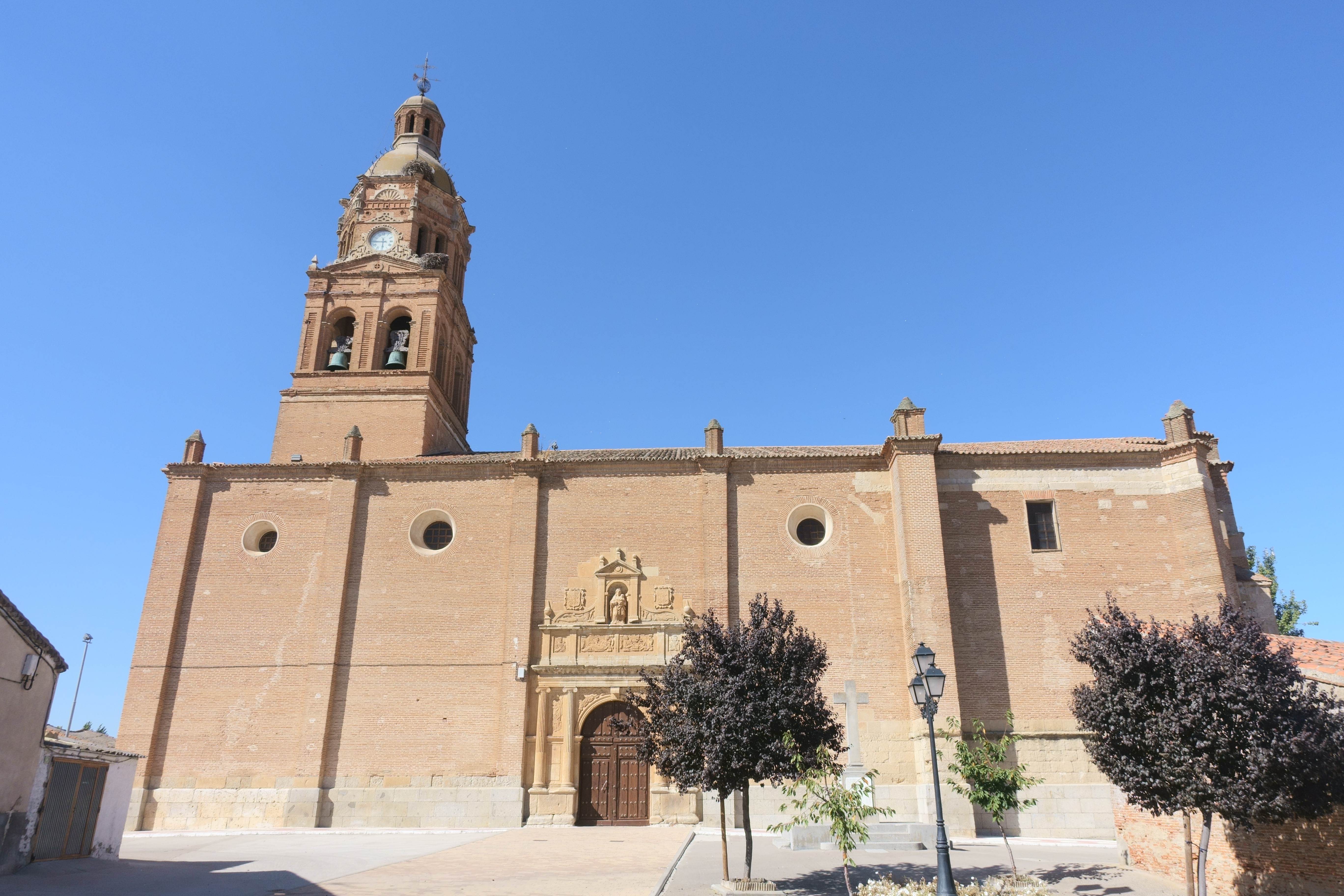
Marienkirche
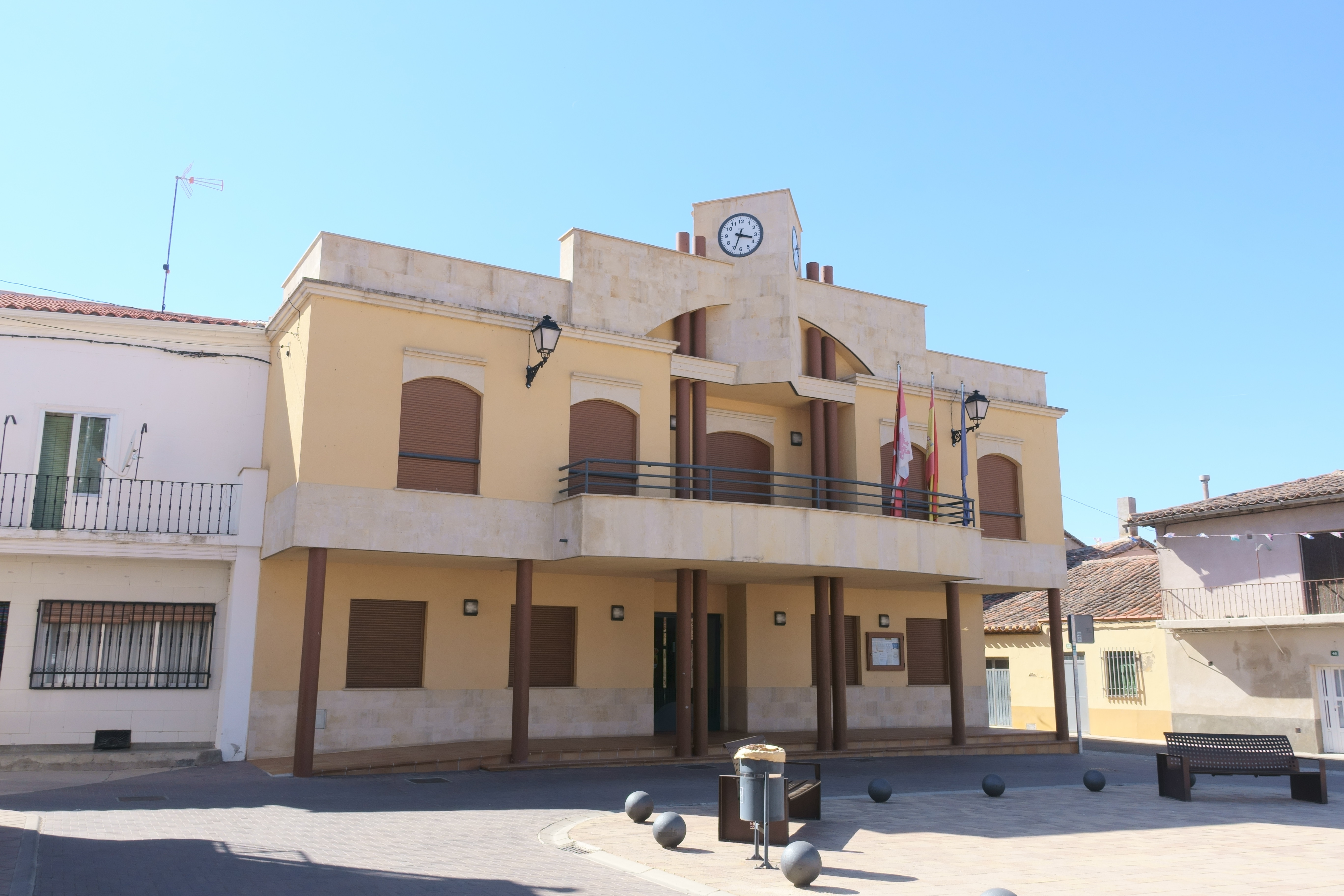
Rathaus

## Persönlichkeiten
- Claudio Moyano y Samaniego (1809–1890), Politiker
- Juan Soldevila y Romero (1843–1923), Bischof von Tarazona (1889–1901), Erzbischof von Saragossa (1901–1923)